# Cristóbal Oudrid
Cristóbal Oudrid y Segura (né le 7 février 1825 à Badajoz et mort le 13 mars 1877 à Madrid) est un pianiste, compositeur de zarzuelas et chef d'orchestre espagnol. 
Comme compositeur, il a revitalisé le genre de la zarzuela par ses compositions El molinero de Subiza et El postillón de la Rioja, et par la pièce El sitio de Zaragoza. En 1851, en association avec Joaquín Gaztambide, Rafael Hernando, Barbieri, Inzenga, Olona y Salas, il a fondé la Sociedad Artístico Musical pour le développement de la zarzuela.
Comme chef d'orchestre, il a dirigé l'orchestre du Théâtre royal de Madrid et celui du Teatro de la Zarzuela.

## Compositions

### Œuvres pour orchestre
- Rondeña

### Œuvres pour orchestre d'harmonie
- Salve Marinera, hymne de la Marine espagnole
- El Sitio de Zaragoza, fantaisie sur des thèmes militaires

### Revues musicales
- 1866 1866 y 1867, revue, 2 actes (avec: Luis Vicente Arche (1815-1879)) - livret: José María Gutiérrez de Alba
- A Última hora

### Zarzuelas
- 1847 La Pradera del canal, 1 acte (avec: Sebastián Iradier) - livret: Agustin Azcona
- 1847 El Turrón de Nochebuena - livret: Vicente Izquierdo
- 1847 La Venta del puerto o Juanillo el contrabandista, 1 acte (avec: Mariano Soriano Fuertes) - livret: Mariano Fernandez
- 1848 El Ensayo de una ópera, 1 acte (avec: Rafael Hernando Palomar) - livret: Juan del Peral
- 1850 Escenas de Chamberí, 1 acte (avec: Rafael Hernando Palomar, Francisco Asenjo Barbieri et Joaquín Gaztambide y Garbayo) - livret: José Olona
- 1851 Misterios de Bastidores, 1 acte - livret: Francisco de Paula Montemar
- 1851 Todo son raptos (avec: Francisco Asenjo Barbieri)
- 1851 Por seguir a una mujer, 4 escenas (avec: Francisco Asenjo Barbieri, Joaquín Gaztambide y Garbayo, Rafael Hernando Palomar et José Inzenga) - livret: Luis Olona
- 1851 La Paga de Navidad, 1 acte - livret: Francisco de Paula Montemar
- 1851 Pero Grullo, 2 actes - livret: José María de Larrea et Antonio Lozano
- 1852 Buenos días, Señor Don Simón
- 1852 Mateo y Matea, 1 acte - livret: Rafael Maiquez
- 1852 Salvador y Salvadora, 1 acte (avec: Luis Arche) - livret: Antonio Auset
- 1852 De este mundo al otro, 2 actes - livret: Luis Olona
- 1853 El Alcalde de Tronchón, 1 acte - livret: Calixto Boldún y Conde
- 1853 El Alma en pena, 1 acte - livret: Ramón Valladares y Saavedra
- 1853 Buenas noches, señor don Simón, 1 acte - livret: Luis Olona
- 1853 El Hijo de familia o El lancero voluntario, 3 actes (avec: Pascual Emilio Arrieta y Corera et Joaquín Gaztambide y Garbayo)
- 1854 La Cola del diablo, 2 actes - livret: Luis Olona
- 1854 Pablito o Segunda parte de D. Simon, 1 acte - livret: Luis Olona
- 1855 Alumbra a este caballero, 1 acte - livret: José Olona
- 1855 Amor y misterio, 3 actes - livret: Luis Olona
- 1855 Estebanillo Peralta, 3 actes (avec: Joaquín Gaztambide y Garbayo) - livret: Ventura de la Vega
- 1856 El Postillón de la Rioja, 2 actes - livret: Luis Olona
- 1856 Un viaje al vapor, 3 actes - livret: José Olona
- 1856 La Flor de la serranía, 1 acte - livret: José María Gutierrez de Alba
- 1857 El Hijo del regimiento, 3 actes - livret: Victoriano Tamayo y Baus
- 1858 Don Sisenando, 1 acte - livret: Juan de La Puerta Vizcaíno
- 1858 El Joven Virginio, 1 acte - livret: Mariano Pina y Bohigas
- 1859 Enlace y desenlace, 2 actes - livret: Mariano Pina y Bohigas
- 1859 El Último mono, 1 acte - livret: Narciso Serra
- 1859 El Zuavo, 1 acte - livret: Pedro Niceto de Sobrado
- 1859 ¡¡Un disparate!!, 1 acte - livret: Ricardo Velasco Ayllón
- 1860 A rey muerto, 1 acte - livret: Luis Rivera
- 1860 Doña Mariquita
- 1860 Memorias de un estudiante, 3 actes - livret: José Picón
- 1860 Nadie se muere hasta que Dios quiere, 1 acte - livret: Narciso Serra
- 1860 El Gran bandido, 2 actes (avec: Manuel Fernández Caballero) - livret: Francisco Camprodón
- 1861 Anarquía conyugal, 1 acte - livret: José Picón
- 1861 Un concierto casero, 1 acte - livret: José Picón
- 1861 Un viaje alrededor de mi suegro
- 1861 El Caballo blanco, 2 actes (avec: Manuel Fernández Caballero) - livret: Mariano Pina Domínguez
- 1862 La Isla de San Balandrán - livret: Mariano Pina y Bohigas
- 1862 Juegos de azar (avec: Manuel Fernández Caballero)
- 1862 Equilibrios de amor, 1 acte (avec: Manuel Fernandez Caballero - livret: Fernando Martínez Pedrosa
- 1863 Por amor al prójimo, 1 acte - livret: Juan Belza
- 1863 La Voluntad de la niña, 1 acte (avec: Miguel Carreras González) - livret: Emilio Álvarez
- 1863 Walter, o la huérfana de Bruselas
- 1863 Matilde y Malek-Adhel, 3 actes (avec: Joaquín Gaztambide y Garbayo) - livret: Carlos Frontaura
- 1864 Un marido de lance, 1 acte - livret: Ricardo Caltañazor
- 1864 El alcalde de Tronchón, 1 acte - livret: Calixto Boldún y Conde
- 1867 Bazar de novias, 1 acte - livret: Mariano Pina
- 1867 La Espada de Satanás, 4 actes - livret: Rafael María Liern
- 1867 Un estudiante de Salamanca, 3 actes - livret: Luis Rivera
- 1868 Café teatro y Restaurante cantante, 1 acte - livret: Emilio Álvarez
- 1869 Acuerdo municipal, 1 acte (avec: Enrique Broca) - livret: Antonio Ramiro y Garcia
- 1870 El Molinero de Subiza, 3 actes - livret: Luis de Eguilaz
- 1870 La Gata de Mari Ramos
- 1871 Justos por pecadores (avec: Pedro Miguel Marqués)
- 1872 Miró y compañía o Una fiesta en Alcorcón, 1 acte - livret: Francisco Garcia Vivanco
- 1874 Ildara
- 1874 El señor de Cascarrabias, 2 actes - livret: Rafael María Liern
- 1874 Moreto, 3 actes - livret: Agustín Azcona
- 1875 Compuesto y sin novia, 3 actes - livret: Mariano Pina Domínguez
- 1876 Blancos y azules, 3 actes (avec: Manuel Fernández Caballero) - livret: José María Nogués et Rafael María Liern
- 1884 El Consejo de los Diez - livret: Aurora Sánchez y Aroca

### Musique vocale
- La Pajarita, pour soprano et piano